# Karl Kraus
Karl Kraus (Gitschin (ma: Jičín), 1874. április 28. – Bécs, 1936. június 12.) osztrák költő, esszéista és újságíró.

## Élete
Apja csehországi papírgyáros volt, egy ideig színésznek készült, de a Bécsi Egyetemen jogot és filozófiát tanult, majd 1899-ben megalapította Die Fackel (A fáklya) című folyóiratát, amelynek munkatársa lett Wilhelm Liebknecht, Franz Mehring, sőt Heinrich Mann, Arnold Schönberg, Erich Mühsam, August Strindberg, Frank Wedekind is, de 1911-től kezdve Kraus mindent egymaga írt benne, 922 Fackel-szám készült harminchét esztendő alatt. Megvesztegethetetlenül bátor, briliáns tollal írt cikkeiben kérlelhetetlen logikával és erkölcsi szigorral leplezte le a Monarchia szellemi, kulturális életének és közéletének hazugságait és züllöttségeit.
Die letzten Tage der Menschheit (Az emberiség végnapjai) című, monumentális terjedelmű, kétszáz jelenetből álló, 1918-ban írt könyvdrámája számtalan kiadást ért meg, mert társadalomkritikájával, emberábrázolásával, az I. világháború leleplezésével ma is döbbenetes hatást kelt.

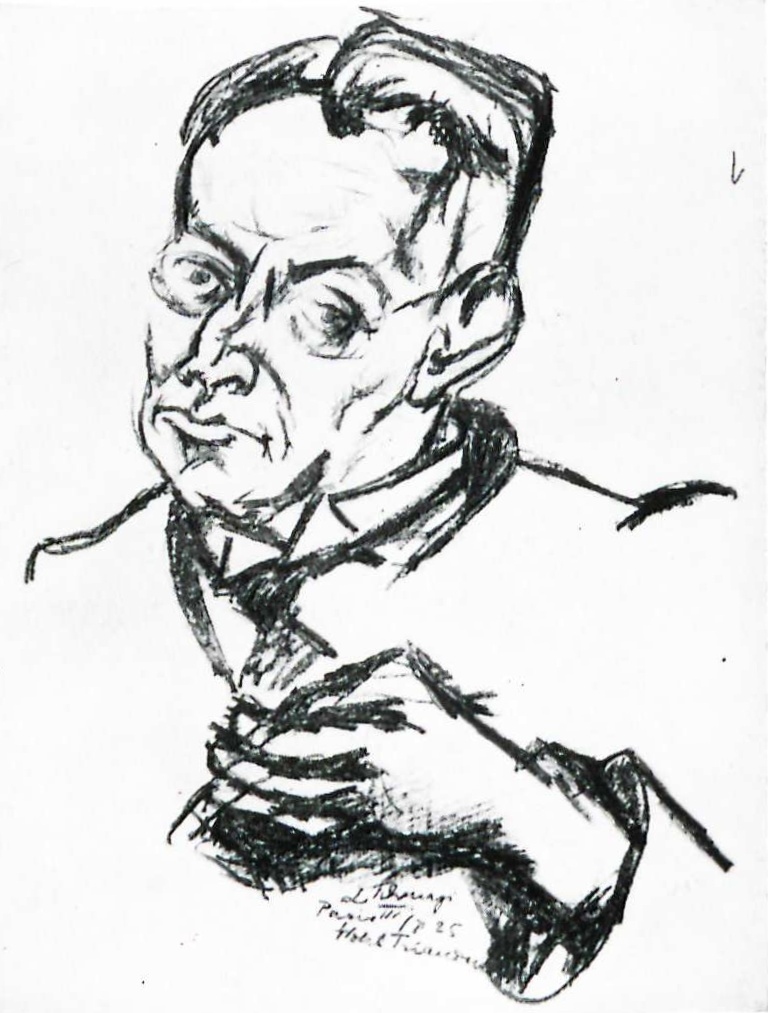
Kraus 1925-ben (Tihanyi Lajos grafikája)

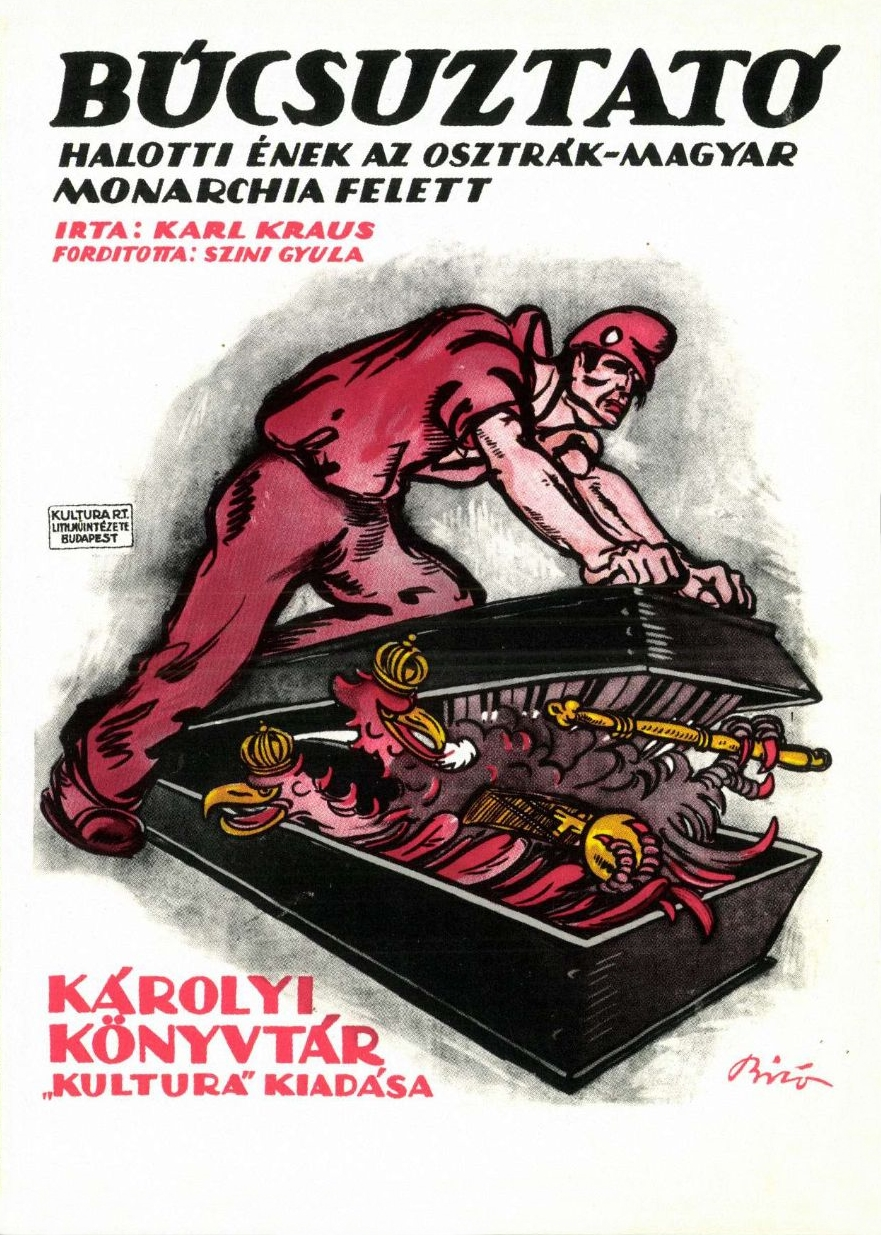
Bíró Mihály grafikája (1919)

Életműve a politikával, mármint a korral való összeütközésének következménye. Akadtak pillanatok, amikor rokonszenvezett egy-egy párt álláspontjával. 1918 után csakúgy, mint az 1927-es esztendő harcai idején, a munkásmozgalmat támogatta. Burgenlandban munkásokra lövettek, a sortűznek halálos áldozatai voltak. A bíróság pedig 1927. július 15-én felmentette a gyilkosokat. Olyan nagy hatással volt rá, hogy plakátokat ragasztatott ki városszerte, és ezeken „távozásra” szólította fel a tűzparancsot kiadó és kilencven ember haláláért felelős Schober rendőrkapitányt. Magányos hőstett volt ez, Karl Kraus volt az egyetlen ismert személyiség, aki ilyesmire vállalkozott.
Életének utolsó éveiben végzetesen téves módon Engelbert Dolfuss kancellár párthíveiben vélte a Hitler-ellenes erőt felfedezni. Életművét alapvetően egyetlen nagy tragikus szatíraként lehetne jellemezni. Az elveszettség érzése és a természetbe vetett bizalom közötti ellentét roppant feszültséggel és erővel telíti Kraus minden írását. A nihilizmus távol áll tőle. A kétségbeesés kulisszái mögött ott várakozik az emberi természet, a természetes ember, a természetes embert ígérő művészet várja a jeladást, amikor színre léphet.
Goethét, Liliencront és Morgensternt követő, tömör gondolati és szatirikus költészete szenvedélyes humánumot áraszt.
Sokat járt Magyarországon is, Karl Kraus és Thomas Mann ugyanazon estén, 1913. december 6-án tartottak fölolvasást Budapesten. Ady erről megjegyezte: „Túl szerények vagy túl keserűek vagyunk, ha azt hisszük, hogy ez a harcos, gazdag életű író nem miértünk is viaskodik már. Bátorsága, nagyszerű stílus-művészete, akár neveket is tudnék fölsorolni, erősen hatott, tanított és biztatott nálunk.”
Utolsó műve, a Harmadik Walpurgis-éj, amely csak Kraus halála és a fasizmus összeomlása után jelent meg. E híres mondattal kezdődik: „Hitlerről semmi sem jut eszembe”, s ezután háromszáz oldalon keresztül ítéletet mond a nemzetiszocialisták felett. Kraus nem adta ki ezt a könyvét, nehogy veszélybe sodorjon olyanokat, akik a nácik hatalmi körén belül élnek.

## Művei
- Die demolierte Literatur [Demolished Literature] (1897)
- Eine Krone für Zion [A Crown for Zion] (1898)
- Sittlichkeit und Kriminalität [Morality and Criminal Justice] (1908)
- Sprüche und Widersprüche [Sayings and Contradictions] (1909)
- Die chinesische Mauer [The Wall of China] (1910)
- Pro domo et mundo [For Home and for the World] (1912)
- Nestroy und die Nachwelt [ Nestroy and Posterity](1913)
- Worte in Versen (1916–30)
- Die letzten Tage der Menschheit (1918)
- Weltgericht [World Court] (1919)
- Nachts [At Night] (1919)
- Untergang der Welt durch schwarze Magie [The End of the World Through Black Magic](1922)
- Literatur (Literature) (1921)
- Traumstück [Dream Piece] (1922)
- Die letzten Tage der Menschheit: Tragödie in fünf Akten mit Vorspiel und Epilog [The Last Days of Mankind: Tragedy in Five Acts with Preamble and Epilogue] (1922)
- Wolkenkuckucksheim [Cloud Cuckoo Land] (1923)
- Traumtheater [Dream Theatre] (1924)
- Epigramme [Epigrams] (1927)
- Die Unüberwindlichen [The Insurmountables] (1928)
- Literatur und Lüge [Literature and Lies] (1929)
- Shakespeares Sonette (1933)
- Die Sprache [Language] (posthumous, 1937)
- Die dritte Walpurgisnacht [The Third Walpurgis Night] (posthumous, 1952)

## Magyarul
- Halotti ének az Osztrák–Magyar Monarkia fölött; ford. Szini Gyula; Kultúra, Budapest, 1919 (Károlyi-könyvtár)
- Az emberiség végnapjai. Tragédia öt felvonásban, előjátékkal és epilógussal; ford., utószó Tandori Dezső, tan. Széll Zsuzsa; Európa, Budapest, 1977